# Caccia all'uomo (programma televisivo 2014)
Caccia all'uomo (Lone Target), noto anche con il titolo internazionale Manhunt, è stato un programma televisivo statunitense prodotto dalla Discovery Studios, in onda tra il 2014 e il 2015.
In Italia venne trasmessa del network DMAX.
Lo show segue Joel Lambert, un ex-Navy SEAL, mentre scappa da varie unità militari in giro per il mondo.

## Descrizione
Ogni episodio vede Joel contro differenti unità militari, nel luogo in cui operano; ognuno conosce la presenza dell'avversario, ma non la posizione, proprio come in un addestramento. Joel viene lasciato alcuni chilometri lontano dal punto di estrazione designato: egli ha con sé un kit base per la sopravvivenza ed un cameraman. Quando le unità scoprono l'arrivo di Joel, inizia la caccia all'uomo: Lambert cerca di nascondere le tracce del suo passaggio e tenta di raggiungere il punto di estrazione entro 36 o 48 ore.

## Puntate
| nº | Titolo originale                   | Titolo italiano | Prima TV USA    | Prima TV Italia |
| -- | ---------------------------------- | --------------- | --------------- | --------------- |
| 1  | South Africa: Safari Survival      | Sudafrica       | 1º gennaio 2014 | 8 maggio 2014   |
| 2  | Arizona: Testing the Eagle         | Arizona         | 8 gennaio 2014  | 29 maggio 2014  |
| 3  | Philippines: Escape the Jungle     | Filippine       | 15 gennaio 2014 | 5 giugno 2014   |
| 4  | Poland: Race to the Bridge         | Polonia         | 22 gennaio 2014 | 15 maggio 2014  |
| 5  | Panama: Swim to Survive            | Panama          | 29 gennaio 2014 | 22 maggio 2014  |
| 6  | South Korea: Hiding in Plain Sight | Sud Corea       | 5 febbraio 2014 | 12 giugno 2014  |
| 7  | New Zealand                        | Nuova Zelanda   | 23 giugno 2015  |                 |
| 8  | Mexico                             | Messico         | 30 giugno 2015  |                 |
| 9  | South Carolina                     | Sud Carolina    | 7 luglio 2015   |                 |
| 10 | Scotland                           | Scozia          | 14 luglio 2015  |                 |
| 11 | Mongolia                           | Mongolia        | 21 luglio 2015  |                 |
| 12 | Florida                            | Florida         | 28 luglio 2015  |                 |

### Sudafrica
Joel Lambert si infiltra in una riserva con l'obiettivo di raggiungere un aeroplano dall'altra parte. Sulle sue tracce ci sarà l'IAPF, una squadra anti-bracconaggio.

### Arizona
Joel Lambert si paracaduta in una zona montuosa per raggiungere un elicottero. Alle calcagna avrà una squadra dell'esercito americano.

### Polonia
Joel Lambert entra in Polonia dal confine ucraino. La polizia di frontiera polacca dovrà catturarlo

### Sud Corea
Joel Lambert sbarca su un'isola sudcoreana. La polizia locale deve fermarlo